# Fort de Charenton
Le fort de Charenton est un ouvrage militaire défensif construit en 1842 sur la commune de Maisons-Alfort et faisant partie du dispositif de protection de Paris décidé par Adolphe Thiers.

## Présentation
Après la chute de Napoléon, en 1814, puis après la défaite de Waterloo, en 1815, Paris fut occupée par une armée d'invasion. Pour parer à toute nouvelle occupation, il fut décidé la construction d'un dispositif défensif. L'enceinte de Thiers vit le jour en 1841. Elle était composée d'une fortification ceinturant la ville renforcée par 16 forts positionnés à quelques kilomètres de celle-ci. Le fort de Charenton faisait partie de ce système. Actuellement occupé par la gendarmerie nationale, le fort vit passer différents régiments ainsi que des troupes d'occupation lors de la guerre franco-prussienne de 1870 et la Seconde Guerre mondiale.

## Historique de l'enceinte de Thiers

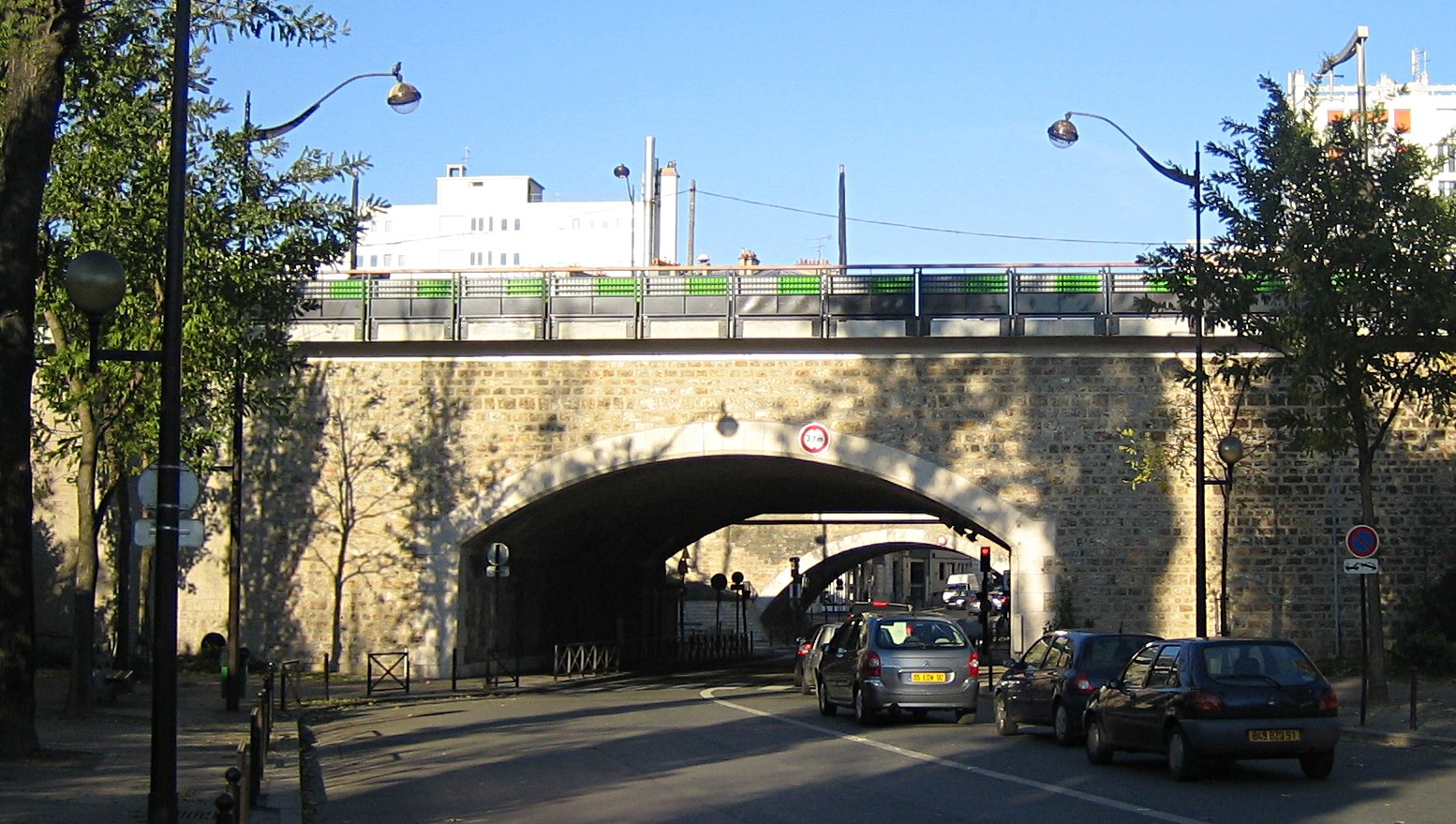
La poterne des Peupliers, l'un des seuls vestiges encore visibles de l'enceinte de Thiers

Paris était une ville qui n'avait jamais été envahie par une armée ennemie, sauf si l'on considère la période de la Guerre de Cent Ans où les Bourguignons, alliés aux Anglais, l'occupèrent. Il fallut attendre la chute de Napoléon pour voir deux armées occuper la capitale française en moins d'un an, en 1814 puis à la suite de la défaite de Waterloo, en 1815.
Louis-Philippe, proclamé roi des Français en 1830, était convaincu que la clé de la défense du territoire était d'empêcher Paris de tomber trop facilement aux mains des armées étrangères, comme en 1814. Aussi conçut-il le projet de construire autour de la capitale une enceinte de fortifications qui rendrait la ville imprenable.
Un premier projet fut présenté à la Chambre des députés au début de 1833 par le maréchal Soult, président du Conseil et ministre de la Guerre. Il suscita d'emblée une très vive résistance de la part de la gauche, dont les orateurs soupçonnèrent – ou feignirent de soupçonner – de la part du gouvernement des arrière-pensées de politique intérieure : on affirmait que les fortifications étaient en réalité destinées non à défendre la France, mais à menacer les Parisiens au cas où ils viendraient à se révolter contre le pouvoir royal.
À cette enceinte entourant Paris se rajoutait un système de 16 forts détachés, placés à quelques kilomètres de Paris afin de constituer une première ligne de défense, dont le fort de Charenton.

## Le fort de Charenton
Le fort de Charenton est un ouvrage militaire défensif dont la construction, ainsi que celle de ses homologues, fut décidée le 3 avril 1841 par le vote d'une loi proposée par Adolphe Thiers. Le coût de cet ouvrage fut de 5 millions de francs de l'époque, soit un peu plus de 9 millions d'euros actuels. Sa construction et son aménagement durèrent 5 ans. Initialement, les forts devaient prendre le nom de la commune sur laquelle ils étaient implantés, ici Maisons-Alfort. Cependant, comme dans le cas présent, certains prirent le nom de la ville qu'ils devaient défendre.

## Choix du lieu d'implantation
Dans un premier temps, il a été question d'édifier ce fort sur le plateau de Saint-Maurice, les terrains étaient même achetés. L'administration militaire changea d'avis et se décida pour l'emplacement actuel.
Au milieu du XIXe siècle, Maisons-Alfort est en pleine campagne. L'emplacement choisi pour implanter le fort est un monticule, la « butte de Gramont », avec la vue parfaitement dégagée mis à part du côté de l'école vétérinaire, ce qui ne gêne en rien puisque celle-ci est positionnée au nord-ouest de l'emplacement en se dirigeant sur Paris. Le lieu est d'autant plus stratégique que, lors de la bataille de Paris, en 1814, les corps austro-wurtembergeois du prince de Wurtemberg attaquèrent et enlevèrent facilement les ponts de Charenton - défendus par les élèves de l'école vétérinaire et quelques troupes régulières - et de Saint-Maur, points de passage obligés sur la Marne. Le fort de Charenton, du fait de son positionnement entre les actuelles RN6 et RN19, qui étaient respectivement les routes de Genève et de Belfort, ainsi que la proximité du pont de Charenton sur la Marne et du pont à l'anglais sur la Seine, remplit parfaitement son rôle de chien de garde tel que décrit par Victor Hugo.

### La construction

#### Le fort

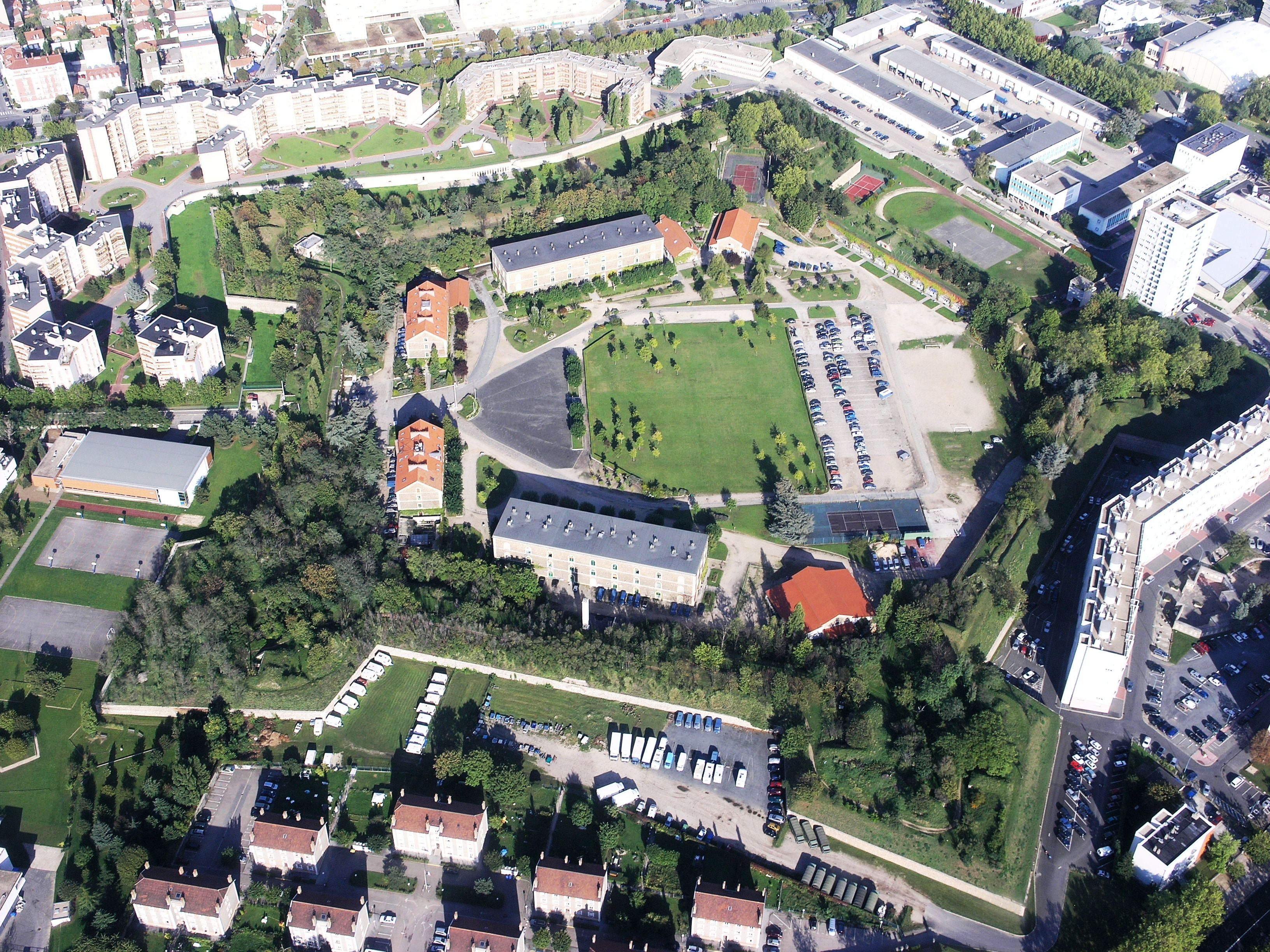
Vue aérienne du fort de Charenton, au premier plan les immeubles de la Garde républicaine, construits en 1930

Il fut décidé de construire le fort selon le « système Vauban ou des places ». La construction nécessita l'acquisition d'un terrain d'une surface approximative de 26 hectares dont l'expropriation de certains propriétaires ne se fit pas sans difficultés. Le fort proprement dit occupe une surface d'environ 10 hectares pour un périmètre estimé de 1 500 mètres. Le roi Louis-Philippe posa la première pierre le 19 avril 1841, soit deux semaines seulement après le vote de la loi, et l'enceinte fut terminée dans le courant de l'année suivante.

#### Les casernes

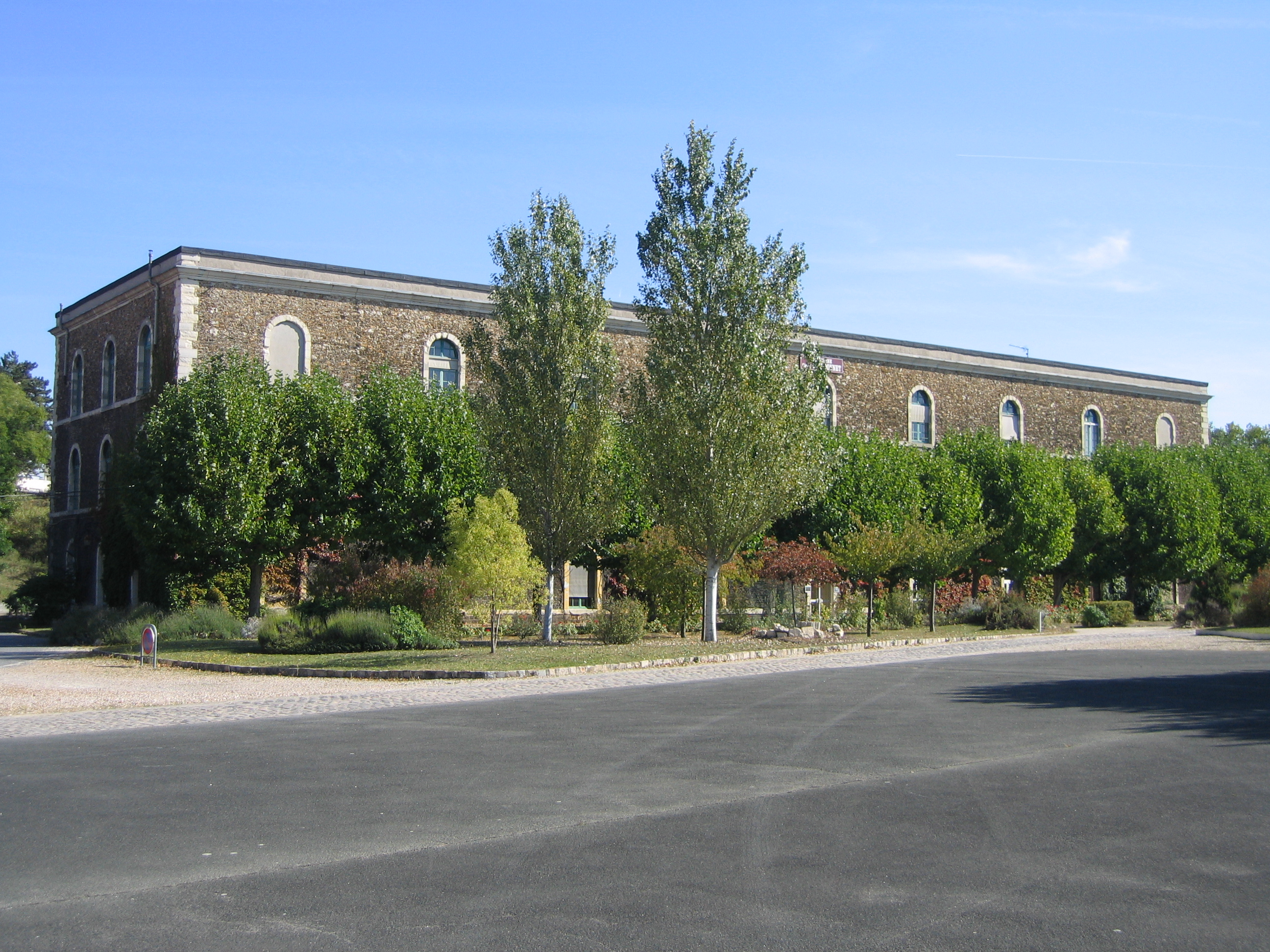
Vue d'une des deux casernes du fort

Devant loger plusieurs centaines d'hommes, le fort devait disposer de toute l'infrastructure nécessaire à leur hébergement ainsi qu'à leur entrainement. En 1843, il fut décidé l'aménagement des bâtiments selon le programme suivant :
« Les casernes seront disposées pour loger quatre compagnies d'un effectif de 110 hommes environ avec leurs sous-officiers, et pour recevoir en même temps le petit état-major avec la plus grande partie des accessoires pouvant trouver place dans quelques-unes des casemates des forts ou dans le rez-de-chaussée du pavillon d'officiers, qui en général fera pendant au corps de caserne. Elles seront élevées de deux étages au-dessus du rez-de-chaussée, et se composeront d'une série de travées de 6,50 m de largeur, éclairées par deux fenêtres sur chacune des façades, et desservies de deux en deux par des escaliers ayant 3 m de largeur de cage et débouchant sur la façade principale sans être précédés de vestibule. En outre, deux autres escaliers, avec entrée sur les pignons, seront disposés dans chacune des travées extrêmes, que l'on divisera en petites chambres. Les chambres de la troupe occuperont les grandes travées ; elles seront en communication entre elles et avec les paliers des escaliers par les portes pratiquées dans les murs de refend contre la façade principale ; elles auront une longueur de 14,10 m, une hauteur sous plafond de 3,45 m, et pourront recevoir vingt-quatre lits.
On abritera le bâtiment par un toit à deux pans couvert en zinc, avec pignon aux deux extrémités et, pour éviter la dépense qu'occasionnerait des fermes en charpente, on surmontera les murs de refend, à partir du dessus du plancher du grenier, par des piliers en maçonnerie, sur lesquels reposeront les pannes. En outre, comme ces pièces de charpente, en raison de leur portée, auraient besoin d'un fort équarrissage pour supporter seules le poids de la couverture, on les renforcera par des contre-fiches qui permettront d'en réduire les dimensions à celles des bois ordinaires du commerce.

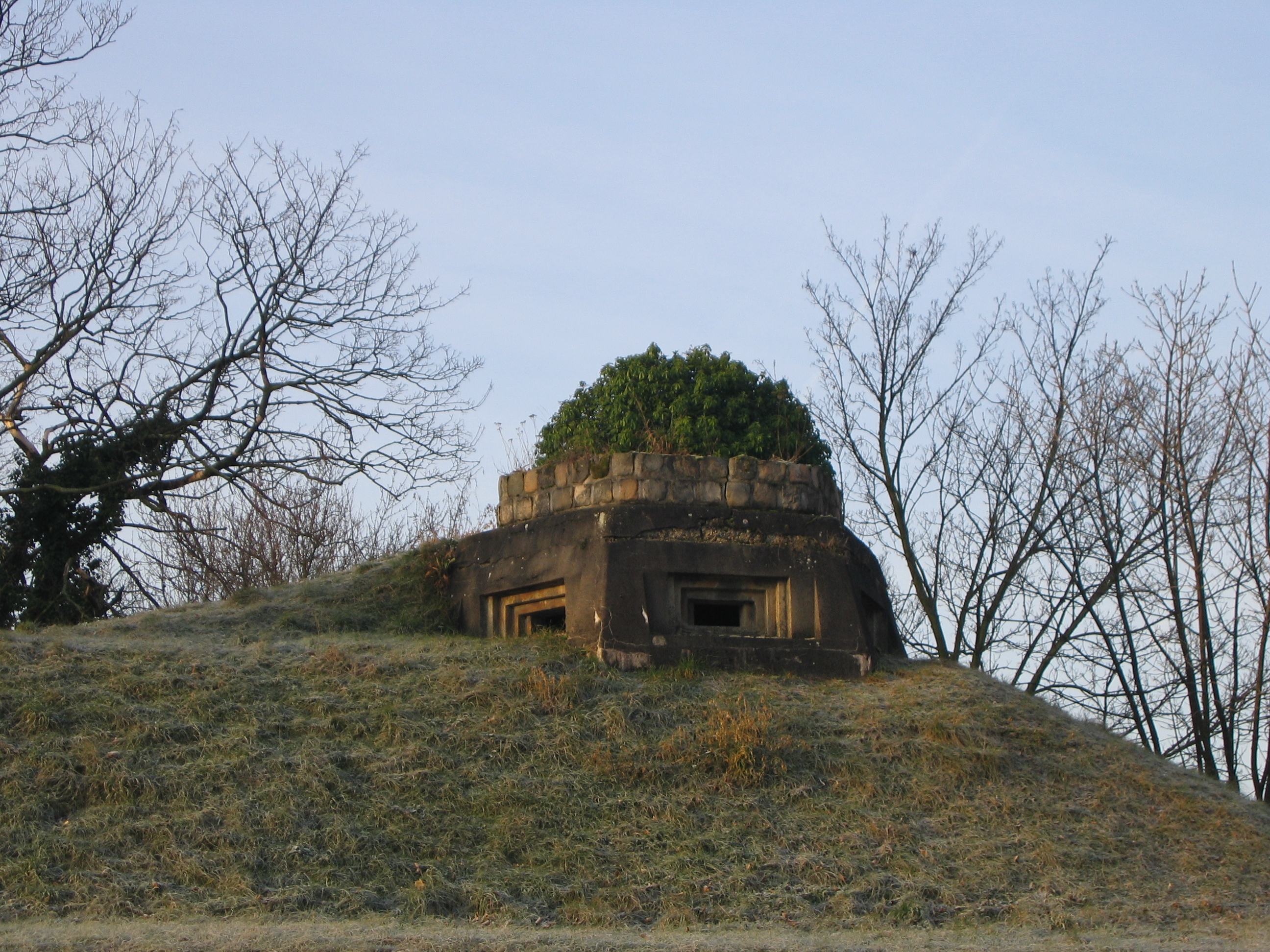
Casemate construite par les Allemands lors de la Seconde Guerre mondiale sur le fort de Charenton

On pratiquera, dans tous les murs de refend, tant au rez-de-chaussée qu'à chaque étage, des tuyaux de cheminée, qui seront dévoyés, et dont la réunion constituera une souche unique débouchant au faîte du bâtiment.
Les escaliers seront en bois, et la première volée, allant du rez-de-chaussée au premier étage, aura une ou deux marches de plus que la seconde, ce qui permettra d'avoir, sous le palier intermédiaire, une hauteur suffisante pour y passer commodément et parvenir dans les petites chambres ménagées en arrière de ces escaliers. »
En 1930, des bâtiments sont construits à l'extérieur du fort pour accueillir le 3e groupe à cheval de la 1re légion de garde républicaine mobile. À ce jour seulement une dizaine d'immeubles subsistent le long de l'avenue du Général-de-Gaulle.
Lors de l'occupation allemande, à compter de 1940, de petits bunkers furent construits à la pointe de chaque bastion, ils accueillirent chacun une ou plusieurs mitrailleuses.

### Situation actuelle
Le fort se trouve dans un périmètre délimité par l'avenue du Général-Leclerc, l'avenue Busteau, l'avenue du Professeur-Cadiot, l'avenue du Général-de-Gaulle et la rue Pierre-et-Marie-Curie. Son entrée se trouve rue du Maréchal-Maunoury.
Il est accessible par la station Maisons-Alfort - Stade de la ligne 8 du métro de Paris.

## Emploi et occupation du Fort

### De la construction à la Seconde Guerre mondiale
Achevé en 1845, il est employé dans un premier temps comme prison à la suite de la révolution de 1848. Quelques années après la prise de pouvoir par Napoléon III, en 1859, le fort est armé d'une artillerie bénéficiant de la dernière avancée technologique de l'époque, le canon rayé. Les pièces installées, des « canons longue portée », pouvaient tirer à 3 000 m.
Lors de la guerre franco-prussienne de 1870, grâce à son artillerie, le fort participa à la défense de Paris face aux Prussiens. « Le fort avait été armé de canons à longue portée, qui appuyaient nos troupes, notamment dans les combats du Moulin-Saquet, de la Gare-aux-bœufs, et de Mont-Mesly, détruisant en partie Choisy-le-Roi, occupé par les troupes allemandes. Fort heureusement, l'artillerie ennemie ne répondit jamais et aucun projectile ne tomba, ni sur le fort, ni sur le village. » Après la victoire des Prussiens, l'ouvrage fut livré aux troupes d'occupation en février 1871 et évacué le 30 septembre de la même année. De ce fait, le fort sera un témoin distant de la Commune de Paris.
Les renseignements manquent pour connaitre l'emploi du fort jusqu'en 1910, date à laquelle, une partie du 59e régiment d'artillerie, le 1er groupe pour être précis, s'installe dans les casernes. Lors de la Première Guerre mondiale cette unité est remplacée par une partie du 3e régiment d'artillerie coloniale. En 1914, le fort est occupé par le 32e régiment d'artillerie  divisionnaire jusqu'à la déclaration de la Seconde Guerre mondiale où ce régiment est envoyé au front. À la suite de l'attaque allemande de mai 1940, l'unité sera pratiquement détruite.

### Depuis la Seconde Guerre mondiale

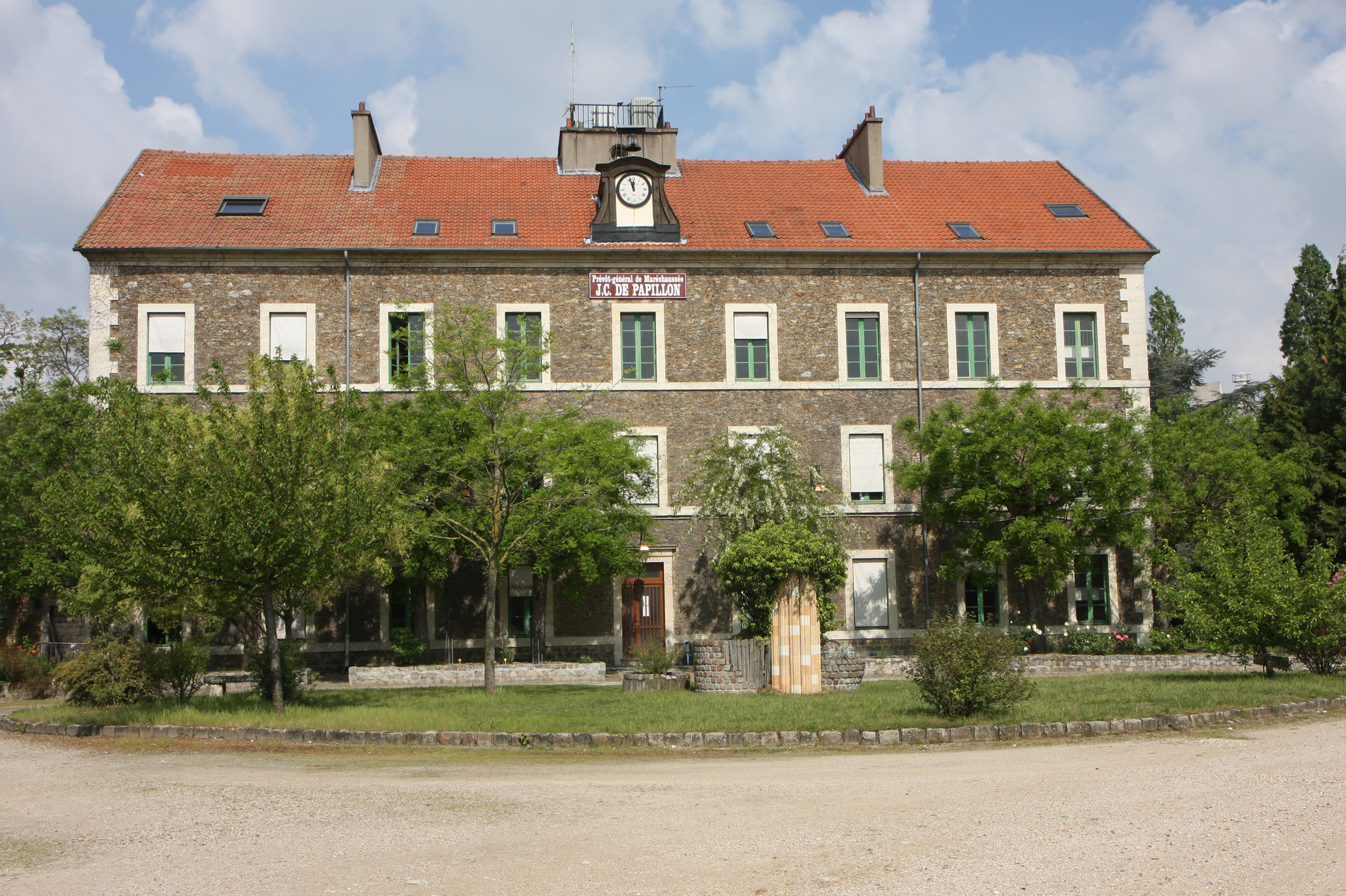
Bâtiment "Prévôt-général de Maréchaussée J.C. de Papillon"

Peu d'informations subsistent de l'occupation allemande. Lors de cette période, le fort servit de dépôt de munitions et une station radio y fut installée. Devant l'avance alliée et la chute de Paris, il fut abandonné le 25 août 1944. Avant de prendre la fuite, les Allemands minèrent les centaines de tonnes d'explosifs entreposées avec un système de mise à feu fonctionnant à l'acide. Grâce à la présence quasi immédiate du démineur Henri François, l'explosion ainsi que la destruction d'une grande partie de la ville fut évitée.
À partir de 1944, le fort voit passer des unités de la gendarmerie, un centre pour détenus politiques, pour mineurs délinquants. En 1950, le fort est attribué à la gendarmerie. En pleine période de décolonisation, le fort est un « centre de rassemblement des détachements de relève en Extrême-Orient » qui verra passer plus de 6 000 gendarmes en partance pour l'Indochine.
La guerre terminée, différents services de la gendarmerie vont s'installer dans le fort, on y verra tour à tour le commandement des écoles de 1959 jusqu'au début des années 2000. Le GIGN y sera créé, en 1974, avant d'être transféré à Satory en 1983.
Ensuite, le fort a été occupé par différents services de la direction de la gendarmerie nationale et le service historique de la gendarmerie. À la suite de la construction d'un ensemble immobilier prévu pour recevoir la direction de la gendarmerie à Issy-les-Moulineaux, les différents services présents dans l'enceinte du fort quittent les lieux pour rejoindre leurs nouveaux locaux au printemps 2012.
Du 1er septembre 2009 au 20 février 2012, le fort accueillait le centre national de formation au renseignement opérationnel (CNFRO) de la gendarmerie nationale. Le centre a déménagé au Fort de Rosny-sous-Bois (Seine-Saint-Denis).
Depuis 2010 un service du secrétariat général du ministère de l'Intérieur, le centre des hautes études du ministère de l'Intérieur y est installé tout comme le commandement de la région de gendarmerie d'Ile-de-France qui est arrivé courant 2012.